# Clamensane
Clamensane település Franciaországban, Alpes-de-Haute-Provence megyében. Lakosainak száma 180 fő (2022. január 1.). Clamensane Bayons, Le Caire, Châteaufort, La Motte-du-Caire és Valavoire községekkel határos.

## Népesség
A település népességének változása:
| Lakosok száma | 125  | 110  | 115  | 154  | 179  | 176  | 172  | 176  | 178  | 180  |
|               | 1968 | 1982 | 1990 | 2006 | 2013 | 2015 | 2017 | 2019 | 2020 | 2022 |